# Política de Libia
La política de Libia tras el comienzo de las Primaveras Árabes a partir de 2011. Entonces surgieron una serie de actores con el objetivo común de derrocar al régimen. La caída y muerte de Muamar el Gadafi, supuso el inicio de una etapa marcada por la frustrada la transición democrática, y acentuaron la lucha por los recursos de poder, siendo el petróleo el más importante.
"Libia sigue dividida entre dos administraciones rivales.  El Gobierno de Unidad Nacional (GUN), reconocido internacionalmente, tiene su sede en la ciudad noroccidental y capital del país, Trípoli, y está dirigido por el primer ministro Abdul Hamid Dbeibeh, mientras que el Gobierno de Estabilidad Nacional (GNE) tiene su sede en el este.
El GNU recibe asesoramiento del Alto Consejo de Estado, y el gobierno oriental está respaldado por la Cámara de Representantes y el llamado Ejército Nacional Libio."

## Consejo Presidencial
El Consejo Presidencial designado por la ONU nombró en 2016 un Gobierno de unidad nacional,  con la oposición de una parte de sus miembros. Desde entonces, la institución busca lograr el reconocimiento de los dos parlamentos rivales en el país, el de Trípoli y el de Tobruk, extremo que no consiguió el consejo que lo eligió.

## Gobierno de Acuerdo Nacional
El Gobierno de Acuerdo Nacional (GAN; en árabe حكومة الوفاق الوطني ) fue un órgano ejecutivo de transición auspiciado en 2015 por Naciones Unidas para la dirección política de Libia, creado en el contexto de la segunda guerra de Libia entre las fuerzas leales a la Cámara de Representantes y otras afiliadas al islamista Congreso General Nacional.  

## Cámara de Representantes
La Cámara de Representantes (Majlis al-Nuwaab, literalmente Consejo de Diputados) es un órgano legislativo de Libia, formado por 200 diputados que se eligieron mediante sufragio en junio de 2014. Fue inaugurado el 4 de agosto de 2014 en sustitución al Congreso General Nacional. Tiene su sede en Tobruk, al este del país. De ella depende el gobierno de Tobruk, no reconocido internacionalmente (la ONU solo reconoce al Gobierno de Acuerdo Nacional con sede en Trípoli).